# Eleição presidencial nos Estados Unidos em 1812
A eleição presidencial dos Estados Unidos de 1812 foi a sétima eleição presidencial no país e decorreu no período inicial da guerra anglo-americana de 1812. A corrida deu-se entre o então presidente, do Partido Democrata-Republicano James Madison e um dissidente desse mesmo partido, DeWitt Clinton, sobrinho do anterior Vice-presidente. A oposição, o Partido Federalista decidiu apoiar DeWitt Clinton.
Madison foi reeleito no Colégio Eleitoral com 128 votos em Madison e 89 em Clinton.

## Guerra anglo-americana de 1812
As guerras Napoleónicas tinham sido prejudiciais aos Estados Unidos, pois tanto os britânicos como os franceses, que não respeitavam os direitos dos Estados Unidos no mar, capturavam os seus navios. Os britânicos provocavam os marinheiros americanos, mantendo fortalezas dentro do território dos Estados Unidos, no nordeste, e apoiavam índios americanos na guerra contra os Estados Unidos no noroeste e sudoeste.
Entretanto, a expansão para sul e oeste dos Estados Unidos ocupou o Canadá britânico e a Florida espanhola, utilizando as provocações como pretexto para ocupar ditas áreas. A tensão era constante, e em 12 de junho de 1812, depois de Madison ter sido nomeado pelo Democrata-Republicano, os Estados Unidos declararam a guerra ao Reino Unido.

## Processo eleitoral
Os eleitores gerais elegem outros "eleitores" que formam o Colégio Eleitoral. A quantidade de "eleitores" por estado varia de acordo com a quantidade populacional do estado. Em quase todos os estados, o vencedor do voto popular leva todos os votos do Colégio Eleitoral.

## Votações das indicações dos congressistas
Os congressistas americanos se reuniam informalmente para decidirem quem seriam os candidatos pelo seu partido.

### Indicação doPartido Democrata-Republicano
- James Madison (Virgínia), presidente dos Estados Unidos.

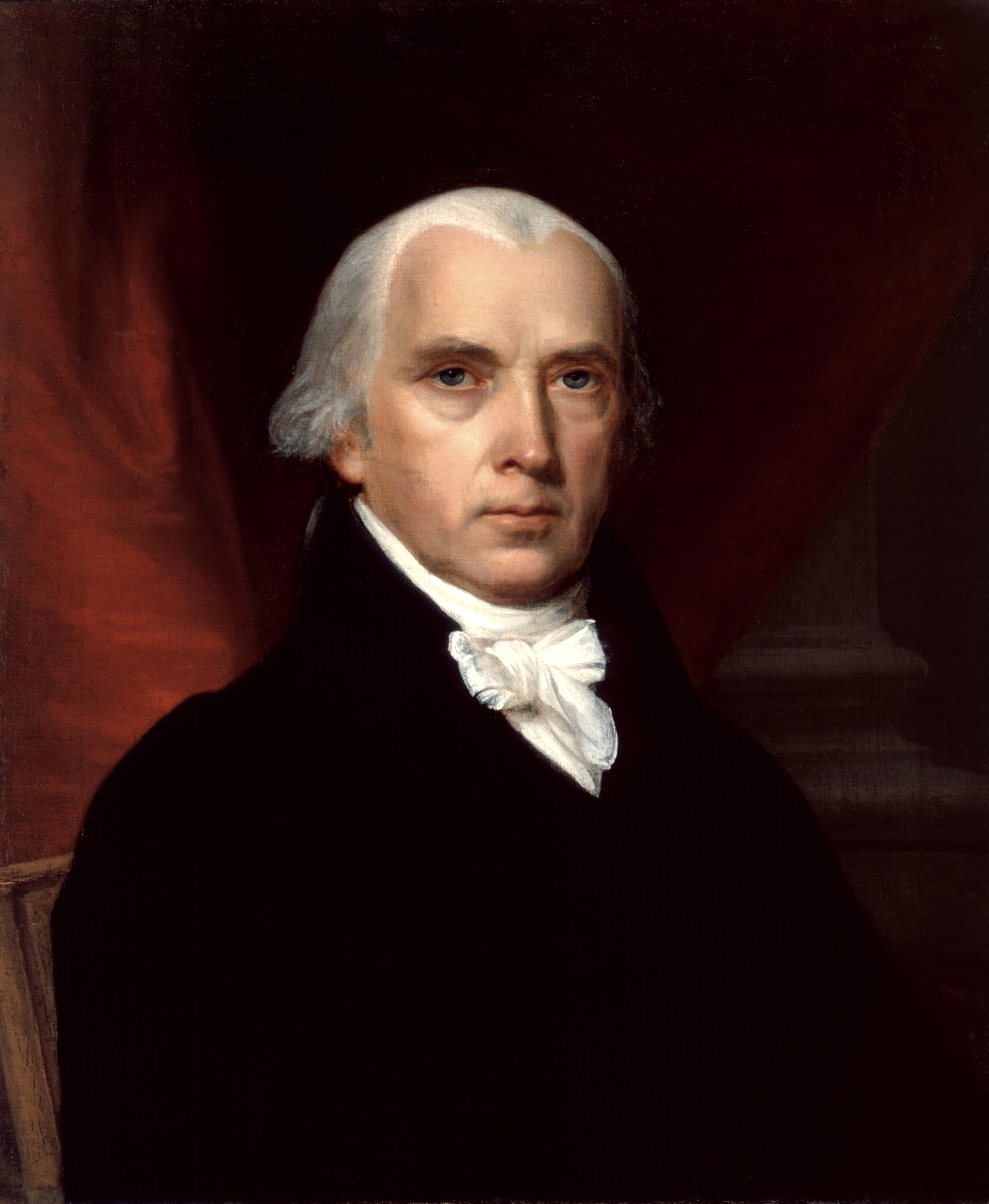
James Madison

Em 18 de maio, a votação dos Democratas-Republicanos nomeou o presidente James Madison. Para companheiro de chapa, a bancada escolheu inicialmente o governador de Nova Hampshire John Langdon para equilibrar o bilhete, mas depois de Langdon diminuiu devido à sua idade, uma segunda votação realizada nomeou o Governador de Massachusetts Elbridge Gerry para a Vice-Presidência, que tinha sido vago desde a morte de George Clinton um mês antes.
| Votação Presidencial |    | Votação Vice-presidencial |    |
| James Madison        | 81 | John Langdon              | 64 |
| Abstenção            | 1  | Elbridge Gerry            | 5  |
|                      |    | Espalhadamente            | 2  |
| -------------------- | -- | ------------------------- | -- |

| Votação Vice-presidencial |    |
| Elbridge Gerry            | 74 |
| Espalhadamente            | 3  |
| ------------------------- | -- |

### Dissidente doPartido Democrata-Republicano
- DeWitt Clinton (Nova Iorque), ex-senador dos Estados Unidos por Nova Iorque.

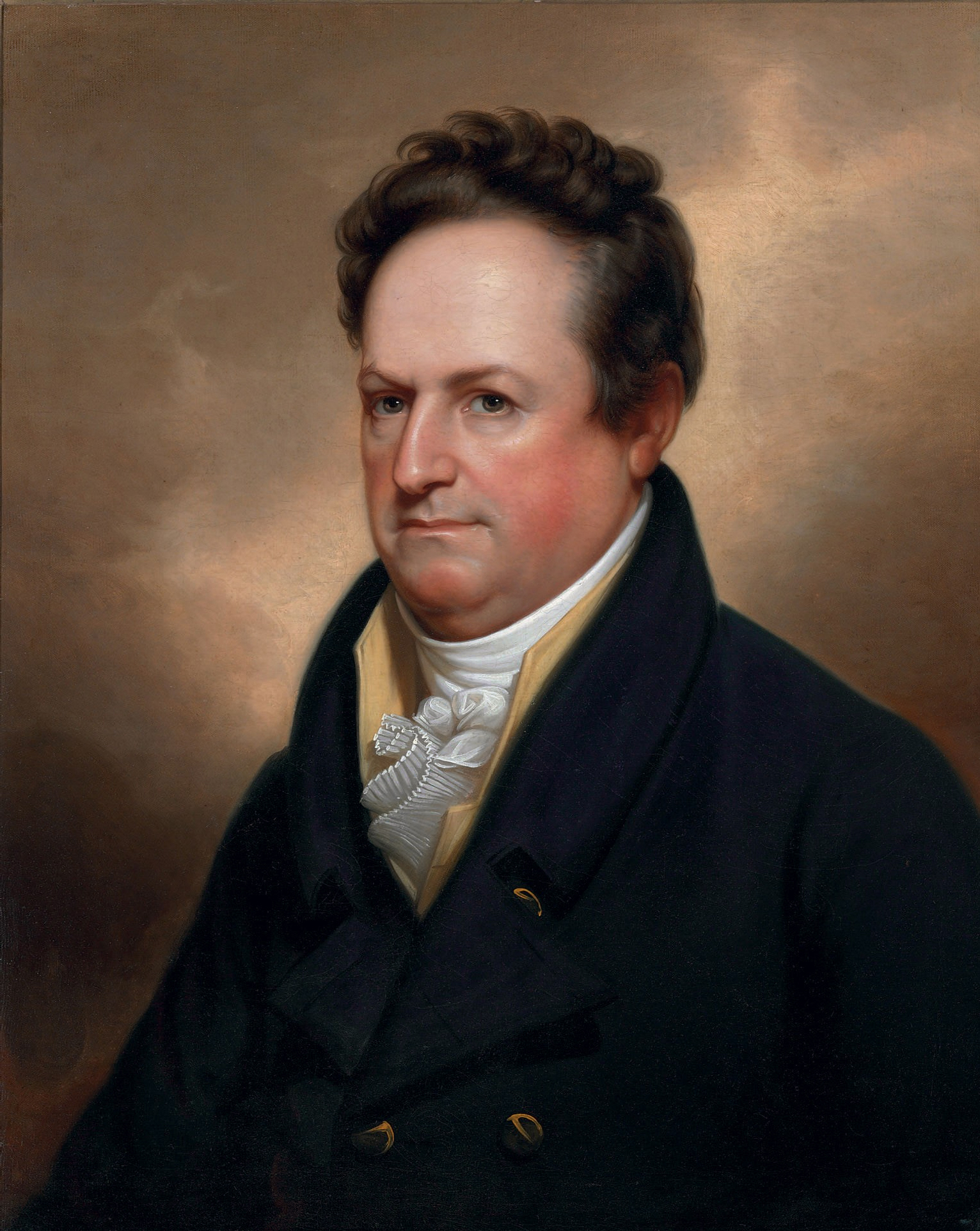
DeWitt Clinton

Em 29 de maio, houve uma votação de dissidentes Democratas-Republicanos na legislatura de Nova Iorque do nomeado DeWitt Clinton, o sobrinho do falecido vice-presidente, que serviu como senador e agora foi o prefeito de Nova Iorque e vice-governador de Nova Iorque, para presidente. A campanha de Clinton teve seus panfletos adaptados por região. No Nordeste, Clinton foi retratado como o candidato anti-guerra. Enquanto isso, no Sul e Oeste, onde havia poucas pessoas se opõem à guerra, Clinton correu com base em um processo mais vigoroso da guerra.
Em setembro, após intenso debate, a votação Federalista em Nova Iorque, decidiu apoiar Clinton como sua melhor chance de derrotar os Republicanos-Democratas desde a eleição de 1800. A votação, em seguida, escolheu ex-procurador dos Estados Unidos Jared Ingersoll da Pensilvânia como seu companheiro de chapa.

## Resultados
| Candidato presidencial                                        | Candidato presidencial                                        | Partido                                                       | Estado de origem                                              | Voto popular(a), (b)                                          | Voto popular(a), (b)                                          | Colégio Eleitoral(c) |
| Candidato presidencial                                        | Candidato presidencial                                        | Partido                                                       | Estado de origem                                              | Votos                                                         | Porcentagem                                                   | Colégio Eleitoral(c) |
| ------------------------------------------------------------- | ------------------------------------------------------------- | ------------------------------------------------------------- | ------------------------------------------------------------- | ------------------------------------------------------------- | ------------------------------------------------------------- | -------------------- |
|                                                               | James Madison                                                 | Democrata-Republicano                                         | Virgínia                                                      | 140,431                                                       | 50,4%                                                         | 128                  |
|                                                               | DeWitt Clinton                                                | Federalista                                                   | Nova Iorque                                                   | 132,781                                                       | 47,6%                                                         | 89                   |
|                                                               | Rufus King                                                    | Federalista                                                   | Massachusetts                                                 | 5,574                                                         | 2,0%                                                          | 0                    |
| Total                                                         | Total                                                         | Total                                                         | Total                                                         | 278,786                                                       | 100%                                                          | 217                  |
| Votos mínimos do Colégio Eleitoral que se precisa para vencer | Votos mínimos do Colégio Eleitoral que se precisa para vencer | Votos mínimos do Colégio Eleitoral que se precisa para vencer | Votos mínimos do Colégio Eleitoral que se precisa para vencer | Votos mínimos do Colégio Eleitoral que se precisa para vencer | Votos mínimos do Colégio Eleitoral que se precisa para vencer | 109                  |

Fonte:
(a)Apenas 9 dos 18 estados escolheram "eleitores" pelo voto popular.

(b)Os Estados que escolheram "eleitores" pelo voto popular tinham muitas diferentes restrições ao sufrágio por meio de exigências de propriedade.

(c)Um "eleitor" de Ohio não votou.
| Candidato Vice-presidencial                                   | Candidato Vice-presidencial                                   | Partido                                                       | Estado de Origem                                              | Colégio Eleitoral |
| ------------------------------------------------------------- | ------------------------------------------------------------- | ------------------------------------------------------------- | ------------------------------------------------------------- | ----------------- |
|                                                               | Elbridge Gerry                                                | Democrata-Republicano                                         | Massachusetts                                                 | 131               |
|                                                               | Jared Ingersoll                                               | Federalista                                                   | Connecticut                                                   | 86                |
| Total                                                         | Total                                                         | Total                                                         | Total                                                         | 217               |
| Votos mínimos do Colégio Eleitoral que se precisa para vencer | Votos mínimos do Colégio Eleitoral que se precisa para vencer | Votos mínimos do Colégio Eleitoral que se precisa para vencer | Votos mínimos do Colégio Eleitoral que se precisa para vencer | 109               |

Fonte:

## Seleção dos "eleitores" do Colégio Eleitoral
| Método de escolha dos "eleitores" do Colégio Eleitoral                                                                                              | Estado (s) |
| --- | --- |
| Cada "eleitor" é nomeado pelo legislativo estadual.                                                                                                 | Connecticut, Delaware, Geórgia, Louisiana, Nova Jersey, Nova Iorque, Carolina do Norte, Carolina do Sul, Vermont. |
| Cada "eleitor" é escolhido pelos eleitores em todo o estado.                                                                                        | Nova Hampshire, Ohio, Pensilvânia, Rhode Island, Virgínia.                                                        |
| O estado é dividido em distritos eleitorais, os eleitores de cada distrito escolhem um "eleitor".                                                   | Kentucky, Maryland, Tennessee.                                                                                    |
| Dois "eleitores" são escolhidos pelos eleitore em todo o estado; Um "eleitor" é escolhido pelo Congresso do distrito dos votantes daquele distrito. | Massachusetts. |